# Aliança Democrática (Venezuela)
A Aliança Democrática, mais conhecida pelo acrônimo AD, é uma coalizão de partidos políticos venezuelana fundada em 4 de setembro de 2020 por partidos dissidentes da Mesa da Unidade Democrática (MUD) que decidiram participar da eleição legislativa de 2020 para a renovação das bancadas parlamentares da Assembleia Nacional. Tal eleição é considerada polêmica pela MUD e também pela opinião pública internacional diante das fortes evidências de irregularidades eleitorais que acabariam por beneficiar eleitoralmente a coalizão governista Grande Polo Patriótico Simón Bolívar (GPPSB) e, mais precisamente, o majoritário Partido Socialista Unido da Venezuela (PSUV).

## Integrantes
A coalizão foi fundada por partidos tradicionais do cenário político venezuelano, como a Ação Democrática (AD) e o Comitê de Organização Política Eleitoral Independente (COPEI), além do Avanço Progressista (AP) e do Esperança Pela Mudança (EL CAMBIO). Posteriormente, foram incorporados à coalizão políticos dissidentes dos partidos Venezuela Primeiro (PV), Venezuela Unida (VU) e do Vontade Popular (VP), sendo este último o partido pelo qual está filiado o preso político venezuelano Leopoldo López.

## Histórico

### Fundação da coalizão
Em 4 de setembro de 2020, representantes do AD, COPEI, AP e EL CAMBIO protocolaram junto ao Conselho Nacional Eleitoral candidaturas conjuntas para disputar a eleição legislativa de 2020. A coalizão lançou candidatos tanto pelos círculos regionais quanto pelo círculo nacional, instando outros partidos de oposição ao chavismo a não aderirem ao boicote eleitoral promovido pela MUD e somarem forças na disputa eleitoral contra os partidos governistas, sem muito sucesso diante da alta fragmentação da oposição venezuelana.
Quatro dias depois, 8 de setembro, em ato realizado com a presença da imprensa nacional e internacional, Javier Bertucci, presidente do EL CAMBIO, anunciou que a nova coalização oposicionista ao chavismo seria denominada Aliança Democrática e confirmou o interesse em participar da disputa eleitoral parlamentar daquele ano no intuito de apresentar-se como alternativa "eleitoral, democrática e constitucional" ao governo de Nicolás Maduro para as eleições seguintes. Em caso de vitória nas próximas disputas eleitorais, pleitearia junto ao TSJ a convocação de um referendo revogatório.

### Eleição legislativa de 2020
Juan Carlos Alvarado, secretário-geral do COPEI, disse que a coalizão lançou candidaturas para a eleição legislativa de 2020 em todas as 24 circunscrições eleitorais dos estados e também nas 87 circunscrições eleitorais a nível nacional. centros de votação e mais de 35 mil assembleias de voto montadas para as eleições de 6 de dezembro de 2020.
Em 9 de dezembro, o CNE publicou em seu site oficial o resultado final da apuração dos votos nas circunscrições estaduais e nacional. A Aliança Democrática obteve um total de 1.169.872 votos por todo o país, o que corresponde a 18,76% dos votos válidos, elegendo 18 deputados para a Assembleia Nacional.